# Paramedioppia helvetica
Paramedioppia helvetica är en kvalsterart som beskrevs av Sandór Mahunka och Luise Mahunka-Papp 2000. Paramedioppia helvetica ingår i släktet Paramedioppia och familjen Oppiidae. Inga underarter finns listade i Catalogue of Life.